# Bílý most (Špindlerův Mlýn)
Bílý most je více než sto let starý pěší most ve Špindlerově Mlýně (okres Trutnov, Krkonoše, Královéhradecký kraj) vedoucí přes řeku Labe. Svým tvarem se stal symbolem města. Začíná zde Harrachovská cesta.

## Historie
Od roku 1829 stál na místě současného dřevěný most, posílený roubeným pilířem uprostřed řečiště. Vydržel až do 29. července 1897, kdy jej strhla povodeň. Spolu s ním byl stržen také most do Bedřichova, kovárna, hraběcí pila, papírna na Tabulových boudách a výrazně poškozena silnice na Vrchlabí. Důsledkem toho došlo v letech 1899 až 1913 k výrazné úpravě koryta Labe v centru Špindlerova Mlýna a k vystavění provizorní lávky přes řeku. Roku 1911 zde byl vystaven železobetonový segmentový obloukový most. Dnes představuje součást pěší zóny vedoucí od budovy České pošty až k hotelu Savoy Royal.

## Popis
Jedná se o 27,6 metrů dlouhý a 4,84 metrů široký most z železobetonu. Nad vozovku se zvedá dvojice oblouků, dnes charakteristický znak centra města. Na okrajích mostu vedou chodníky, které od vozovky oddělují zídky. Doplňuje jej dřevěné zábradlí se 17 sloupky s motivem hrázdění. V nejvyšším bodě dosahuje most výšky 3,65 metru.